# 梅特卡夫縣 (肯塔基州)
梅特卡夫县（英語：Metcalfe County）是位於美國肯塔基州中南部的一個縣。面積754平方公里。根據美國2000年人口普查，共有人口10,037人。縣治埃德蒙頓（Edmonton）。
成立於1860年2月1日。縣名紀念聯邦眾議員、參議員、第十任肯塔基州州長湯瑪斯·梅特卡夫（Thomas Metcalfe）。